# Gabriela Andersen-Schiess
Gabriela Schiess coniugata Andersen (Zurigo, 20 marzo 1945) è un'ex maratoneta svizzera, nota in particolare per la maratona femminile delle Olimpiadi di Los Angeles 1984, che terminò barcollante a causa di un malore.

## Biografia
Sposata con uno statunitense, Andersen-Schiess vive dal 1963 a Sun Valley, località dell'Idaho, dove si trasferì per svolgere il lavoro di istruttrice di sci, pur continuando a rappresentare la Svizzera a livello internazionale.
Fu campionessa nazionale svizzera sui 3000 metri nel 1972, e seconda nei 1500 e 3000 campestri nel 1973.

### La maratona olimpica del 1984
Vittima di un colpo di calore e disidratazione, la maratoneta entrò barcollante nello stadio ed impiegò oltre 5 minuti a compiere l'ultimo giro di pista. Medici e paramedici la seguirono da vicino e stavano per intervenire, ma lei li allontanò con un gesto per evitare la squalifica. L'episodio fu simile a quello accaduto ad inizio secolo all'italiano Dorando Pietri. Quando l'atleta crollò subito dopo l'arrivo, i soccorsi furono immediati. Fortunatamente la donna si riprese velocemente e venne dimessa dopo due ore.
Gabriela Andersen-Schiess, che aveva allora 39 anni e faceva l'istruttrice di sci, non era in lotta per una medaglia. Aveva già un distacco di venti minuti dalla vincitrice della gara, Joan Benoit, quando entrò nello stadio, e alla fine si classificò al 37º posto. Le immagini del suo drammatico ultimo giro vennero trasmesse in tutto il mondo e commossero il pubblico. Fu uno dei momenti che vennero maggiormente ricordati di quell'edizione dei Giochi olimpici.